# 王の乱立
『王の乱立』（おうのらんりつ）はHBO(日本ではスター・チャンネルが放送)のファンタジー・ドラマ・シリーズである『ゲーム・オブ・スローンズ』の第2章『王国の激突』の第1話である。プロデューサーでもあるデイヴィッド・ベニオフ と D・B・ワイスによって、原作『王狼たちの戦旗』に基づいて脚本が書かれ、 アラン・テイラーが監督した。
戦争が迫る中、七王国では王が乱立し、対立する。少年王ジョフリー・バラシオンは〈鉄の玉座〉に座って残酷さと欺瞞によって支配し、その敵であり、名誉を尊重する〈北部〉のロブ・スタークは父親の死の復讐のために南に向かう。一方、亡くなったロバート王と仲たがいしていた弟のスタニス・バラシオンが、もう一人の王位の要求者として現れる。ロバート王の残した落とし子への追及は続き、スターク家に囚われている愛人で弟のジェイミーを救うため、太后サーセイはアリアを探す。

## あらすじ

### ドラゴンストーン
亡くなったロバート王の年長の弟であるスタニス・バラシオン(スティーヴン・ディレイン)は〈鉄の玉座〉の正当なる後継者であると宣言する。ドラゴンストーン島の宮廷から七王国の隅々まで手紙を送り、ジョフリー、トメン、ミアセラはロバートの血筋ではなく、サーセイ太后と双子の弟ジェイミーの近親相姦の所産であると触れまわる。スタニスは、助言者のダヴォス・シーワース(リアム・カニンガム)の示唆に耳を貸さず、弟のレンリーを含む他の王位要求者との同盟を拒否する。スタニスは彼らを王位僭称者と見なし、膝を屈しなければ滅ぼすと主張する。
スタニスのメイスターであるクレッセンは、女祭司 メリサンドル(カリス・ファン・ハウテン)の悪影響を嫌悪している。スタニスはメリサンドルが仕える〈光の王〉と呼ばれる神の宗教に改宗し、ウェスタロスの七神正教の神像を燃やすよう命じる。命を捨てることをいとわず、クレッセンはカップに毒を入れて、まず自分が飲んで見せ、メリサンドルにも飲むよう求める。クレッセンは死ぬが、メリサンドルは無事に飲み干し、何の影響も受けない。

### スタークの陣
〈北の王〉ロブ・スターク(リチャード・マッデン)は捕虜としたジェイミー・ラニスター(ニコライ・コスター＝ワルドー)を訪ね、サーセイの子の父親がジェイミーであると書いた、スタニスからの手紙を見せるが、それこそがブランの下半身麻痺とエダードの斬首につながった秘密である。ロブはジェイミーに、もう一人の捕虜アルトン・ラニスターに講和条件をもたせてキングズランディングに送ると言う。妹たちの解放、故郷で適切な埋葬をするためのエダードの遺体の返還、そして〈北部〉の独立の承認が条件である。
ロブはすでにラニスター軍を三度も戦場で打ち破ったものの、独力では戦争に勝てないことを知っている。 シオン・グレイジョイ(アルフィー・アレン)を鉄諸島の父ベイロン・グレイジョイのもとに送り、鉄諸島の水軍の助けを求めることにしぶしぶ同意する。母キャトリン(ミシェル・フェアリー)はウィンターフェルの息子たちのもとに帰りたがるが、同盟の交渉をするためレンリー・バラシオンの宮廷に送りだす。キャトリンはロブに向かい、ベイロン・グレイジョイを信じるなと警告するが、父はロブのことを誇りに思うだろうとも言う。

### ウィンターフェル
兄の不在中、ブラン(アイザック・ヘンプステッド＝ライト)はウィンターフェルの領主の仕事を学ぶ。ダイアウルフのサマーになり、〈神々の森〉の中を走る不思議な夢を見る。次の朝、オシャ(ナタリア・テナ)に連れられて〈神々の森〉に行き、オシャは夢のことを詮索しようとするが、ブランは答えない。二人は空に彗星を見る。ブランはこれを勝利の前兆とみるが、オシャは唯一つドラゴンだけを意味すると主張する。

### 〈壁〉の向こう側
偵察隊は〈黒の城〉を出て、〈クラスターの砦〉に着く。クラスター(ロバート・パフ)が言うには、〈野人〉の指導者のマンス・レイダーは〈壁〉の南のどの軍よりも大きな軍を集めており、南に進むつもりである。ジョン・スノウ(キット・ハリントン)は、クラスターが娘たちを妻としていることを嫌悪するが、総帥のジオー・モーモント(ジェームズ・コスモ)は指導者としての心得を説く。

### 狭い海の向こう側
デナーリス・ターガリエン(エミリア・クラーク)は部族(カラザール)の残りを率いて〈赤い荒地〉を旅する。旅は過酷で、孵ったばかりのドラゴンは肉を食べようとせず、馬は疲労のあまり死んでゆく。デナーリスは3人の騎手を、三つの方角の斥候に送りだす。

### キングズランディング
ジョフリー(ジャック・グリーソン)の命名式を祝う戦いの場で、サンサ(ソフィー・ターナー)は酔っ払いの騎士サー・ドントスを殺す代わりに道化にすることを示唆して、その命を救う。ティリオン(ピーター・ディンクレイジ)が、父の代理で〈王の手〉になるべくキングズランディングに戻り、祝賀行事は中止される。サーセイ (レナ・ヘディ)は弟の〈王の手〉就任に激怒するが、助言者の立場にとどまると約束されたために受け入れる。アリア・スタークが逃げ出したことを知り、エダード・スタークと合わせて大事な人質を二人も失ったとティリオンはサーセイを責める。ティリオンは、サンサとアリアをジェイミーと交換するつもりであった。
ジョフリー王は、スタニスからの手紙についてサーセイを問いただす。直後に、ジャノス・スリント率いる〈王都の守人〉がロバート王のすべての落とし子を探し出して殺すが、誰が命令したのかは不明のままとなる。ロバート王の落とし子であるジェンドリーは既に王都を出ているが、元の親方はジェンドリーが〈壁〉に向かう一行の中にいると口を割る。ラニスター家は知らないが、アリア(メイジー・ウィリアムズ)もまた同じ一行にいる。

## 製作

### 脚本
原作第二部『王狼たちの戦旗』のプロローグに加え、第1、 3、 4、 5、 8、 11、 13、 24章に基づいて、プロデューサーでもあるデイヴィッド・ベニオフ と D・B・ワイスが脚本を書いた。第二部の二つの章の内容は、すでにシーズン1でカバーされていた。
物語世界は拡張し続け、登場人物は増え続け、多くのサブプロットが開始されるため、脚本家たちはシリーズに中身を詰め込みすぎることを心配した。そのため、スタニスの登場シーンは簡略化された。メリサンドルの外見は、赤い瞳をやめることでより人間的にされた。得体のしれない人格は、より邪悪な人格にされた。
牢でロブ・スタークとジェイミー・ラニスターが対決するシーン、権力の源についてサーセイとリトルフィンガーが議論するシーン、玉座の間でジョフリーが母親に反抗するシーンが加えられた。シーズン1と異なり、シーズン2は次第に原作から離れていく。ストーリーラインは減らされ、新たなシーンが付け加えられていく。

### ロケーション

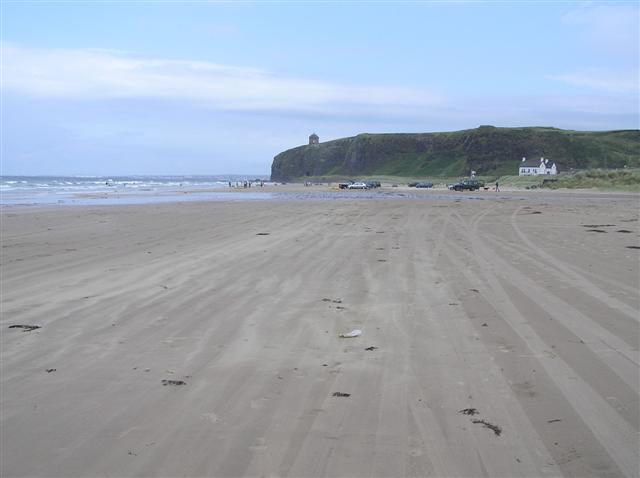
七神正教の神像が燃やされたドラゴンストーンのシーンが撮影された北アイルランドの浜辺

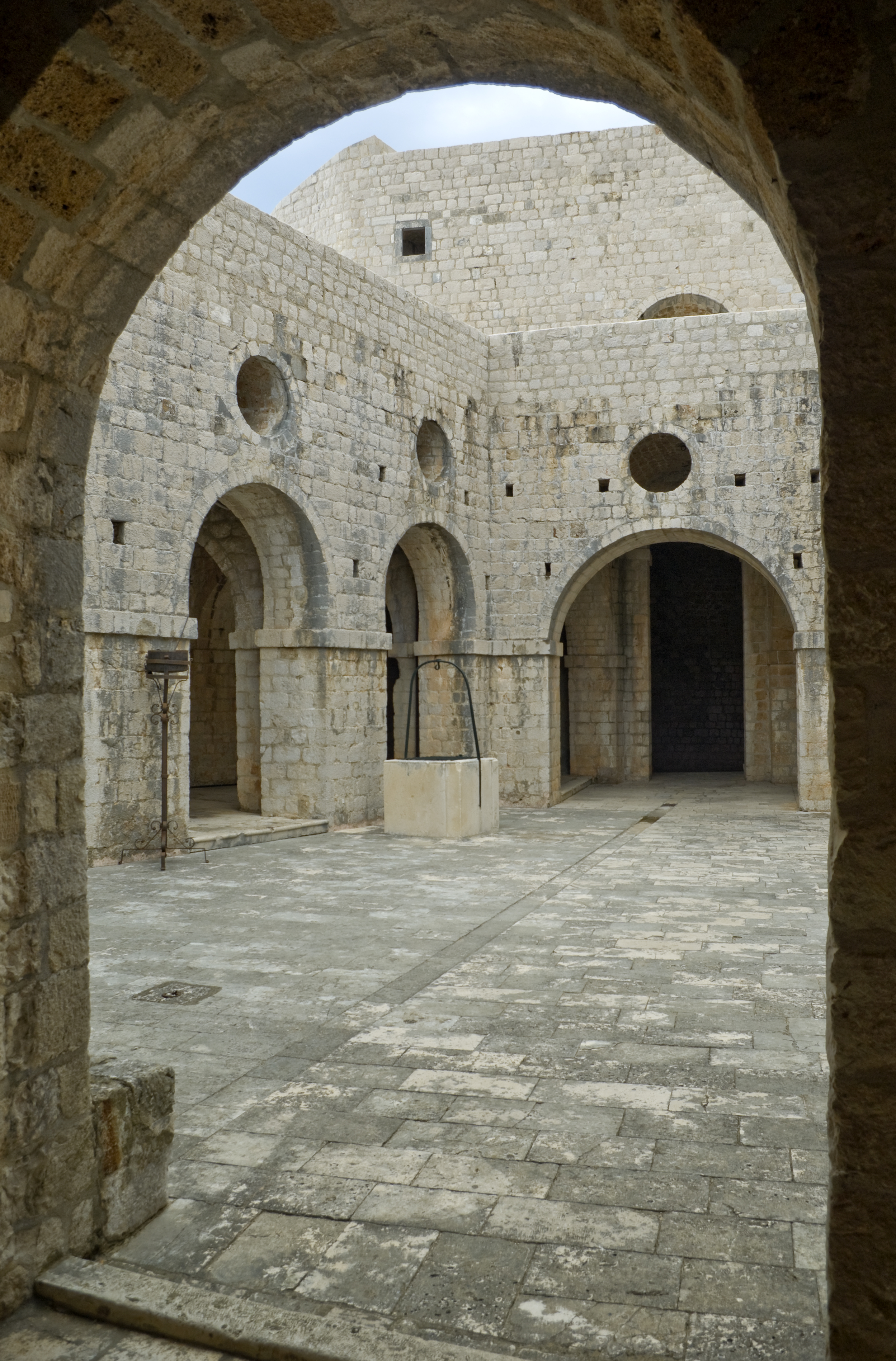
キングズランディングでのジョフリーの命名式のシーンが撮影されたクロアチアのドゥブロヴニクの砦

ベルファスト近郊のスタジオと北アイルランドの風景は引き続き多くの撮影に用いられた。キングズランディングの野外の撮影は、シーズン1ではマルタで行われたが、シーズン2では「アドリア海の真珠」と賞されるクロアチアのドゥブロヴニクが選ばれた。中世の雰囲気をよく残し、高い壁に囲まれ海に面した街であり、キングズランディングの野外のシーンには適していた。

## 評判

### 視聴者数
シリーズ最高の385万人が視聴し、18-49歳の視聴率は2.0%に達した。同夜の再放送含めると630万人が視聴した。

## 参照
1. ↑  Seidman, Robert. “Sunday Cable Ratings:'Game of Thrones' Returns To Series High; + 'Khloe & Lamar,' 'The Killing' , 'Mad Men,' 'Army Wives' & More”. TV by the numbers. 2012年5月5日閲覧。